# 成生達彦
成生達彦（なりう たつひこ、1952年6月16日 - ）は、日本の経済学者。学位は、博士（経済学）（京都大学・論文博士・1994年）。京都大学名誉教授、同志社大学特別客員教授。元日本応用経済学会会長。

## 略歴
東京都生まれ。横浜国立大学経済学部卒、同大学院修士課程修了、ノースカロライナ州立大学人文･社会科学研究科博士課程修了、Ph.D.を取得。
1981年南山大学経営学部助手、1982年講師、1986年助教授、1994年教授、1998年京都大学大学院経済学研究科教授。のち同経営管理研究部教授となる。1994年京都大学から「流通の経済理論」で博士（経済学）の学位を取得。1995年『流通の経済理論』で日本商業学会優秀賞、経営科学文献賞受賞。その後、京都大学名誉教授、同志社大学特別客員教授。2016年日本応用経済学会会長。

## 著書
- 『流通の経済理論 情報・系列・戦略』名古屋大学出版会 1994
- 『ミクロ経済学入門 需要,供給,市場』有斐閣アルマ 2004
- 『チャネル間競争の経済分析 流通戦略の理論』名古屋大学出版会 2015

### 共編著
- 『現代のミクロ経済学 情報とゲームの応用ミクロ』丸山雅祥共著 創文社 1997
- 『トピックス応用経済学 1 貿易,地域,産業,企業』内田交謹,多和田眞,山田光男共編 勁草書房 2015